# Dora Söderberg
Dora Carlsten, känd under flicknamnet Dora Söderberg, född 10 november 1899 i Katarina församling i Stockholm, död 9 november 1990 i Bromma församling i Uppland, var en svensk skådespelare. Hon var äldsta barnet till Märta och Hjalmar Söderberg samt syster till Tom, Mikael och Betty. Hon gifte sig 1925 med regissören och skådespelaren Rune Carlsten och blev mor till regissören Rolf Carlsten.
På hennes födelsehus med adress Folkungagatan 95 i Stockholm finns en plakett där det står:
| ”                | I detta hus bodde författaren Hjalmar Söderberg (1869–1941) med sin familj under åren 1899–1900. Dottern Dora föddes här den 10 november 1899. Hon blev sedermera en uppburen skådespelare vid Kungl. Dramatiska Teatern. | „ |
| – Plakett (2009) | |   |

## Biografi
Vid tiden för hennes födelse bodde familjen Söderberg på Folkungagatan 95 (plakett). Dora Söderberg valde tidigt teaterbanan och gick Dramatiska teaterns elevskola 1917–1919. Under elevtiden spelade hon med i flera uppsättningar, bland annat i Cyrano de Bergerac och i Äfventyret.

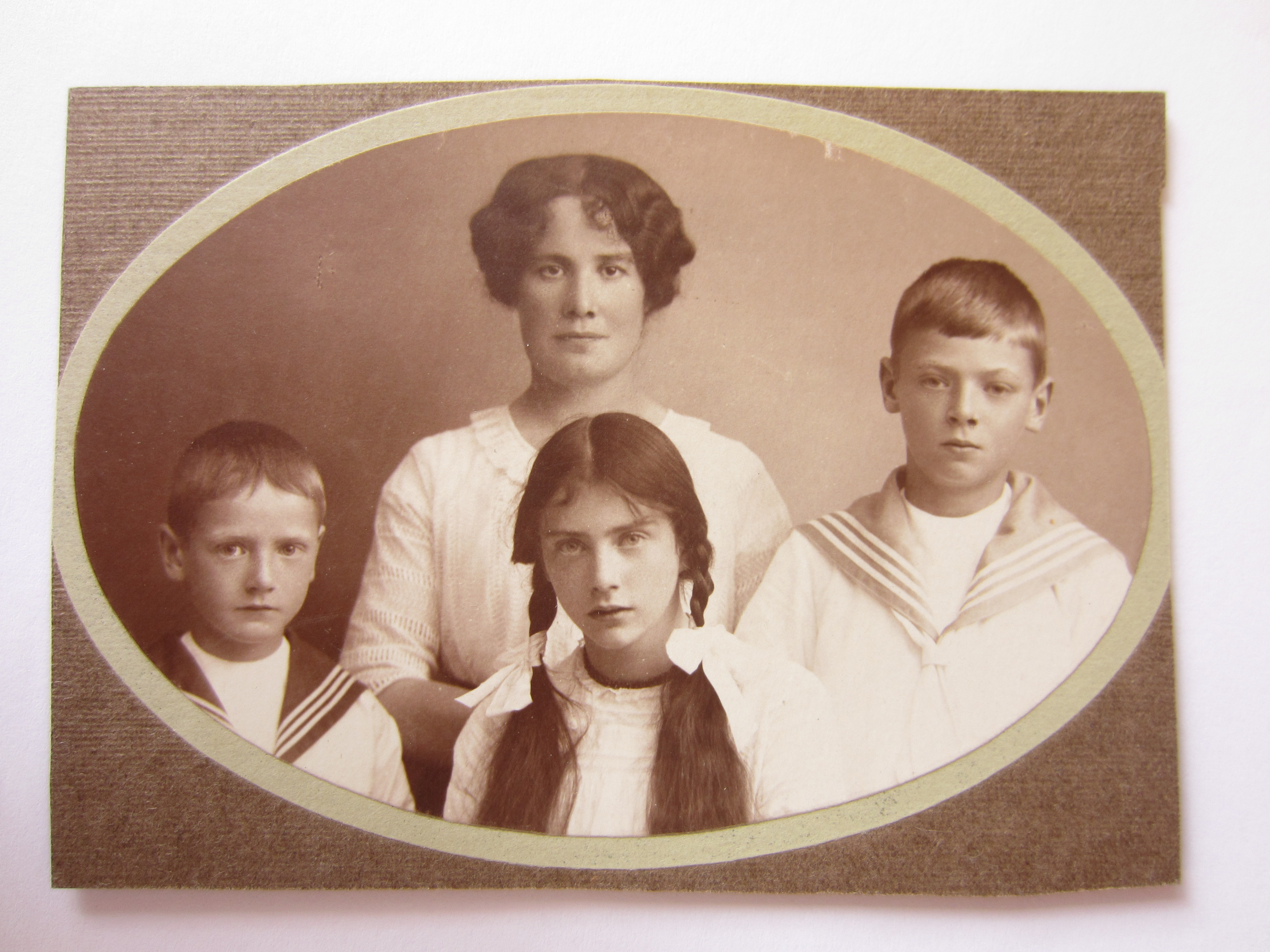
Husföreståndarinna Elisabeth Andersson i mitten med Mikael, Dora och Tom. Foto från cirka 1910. Göteborgs universitetsbibliotek.

På hösten 1919 engagerades hon vid Lorensbergsteatern i Göteborg med Per Lindberg som chef. I sina självbiografiska anteckningar har Lindberg noterat för höstsäsongen 1919, att "inom ensemblen lämnade herr och fru Ahrén teatern, också Roeck Hansen. Nya blevo i stället Blickingberg, Carl Ström, F.O. Öberg, Dora Söderberg, senare under säsongen Elsa Widborg, och för några perioder Astri Torsell". Dora Söderberg tillhörde Lorensbergsteatern i sex säsonger – fram till våren 1925. Under denna period hade hon inte mindre än ett fyrtiotal olika roller."
Den 12 september 1919 hade Lorensbergsteatern premiär på Gustaf af Geijerstams sagospel Stor-Klas och Lill-Klas med Dora Söderberg i rollen som Kajsa. Detta var den första uppsättningen med regissören-scenografen Knut Ström, som just blivit kallad till Göteborg från Düsseldorf av Per Lindberg. "Det var en fantasifull och mycket vacker uppsättning", skriver Åke Pettersson i Teaterliv i Göteborg.
Rolf Leman skriver i Lorensbergsteatern 1916–1934 - dokument, analyser: "Efter jul och nyårshelgen kom den 10 januari 1920 premiären på Strindbergs Mäster Olof, versdramat, och den 1 april ägde nästa stora premiär rum, Shakespeares Som ni behagar. För regin svarade fortfarande Per Lindberg och den beledsagande musiken var komponerad av Wilhelm Stenhammar, som ledde en avdelning musiker från Symfoniorkestern. Den landsflyktige Hertigen spelades av Georg Blickingberg och Amiens och Jaques av Erik Landberg och Gabriel Alw. Rosalinda och Celia spelades av Renée Björling och Dora Söderberg och "Torre" Cederborg gjorde en oförglömlig Narr. Som Ni behagar blev en av de bästa och vackraste Shakespeare-pjäser som gavs under denna Lorensbergsteaterns första storhetstid".
Bland Dora Söderbergs roller märktes förutom "Celia" i Som ni behagar, även "Ofelia" i Hamlet (1920 och 1922), "Marie-Louise" i Royal Suedois (1922), titelrollen i Rödluvan (1922) och "Acacia"  i Åtrå (1923). Samma år fick hon även spela rollen som "Vivan" i Aftonstjärnan, en enaktare som pappa Hjalmar hade skrivit färdig kring årsskiftet 1911–1912 och som hade haft urpremiär på Intima teatern i mars 1912. Hon fick även spela "Julia" mot Gabriel Alw som "Romeo" i Romeo och Julia.

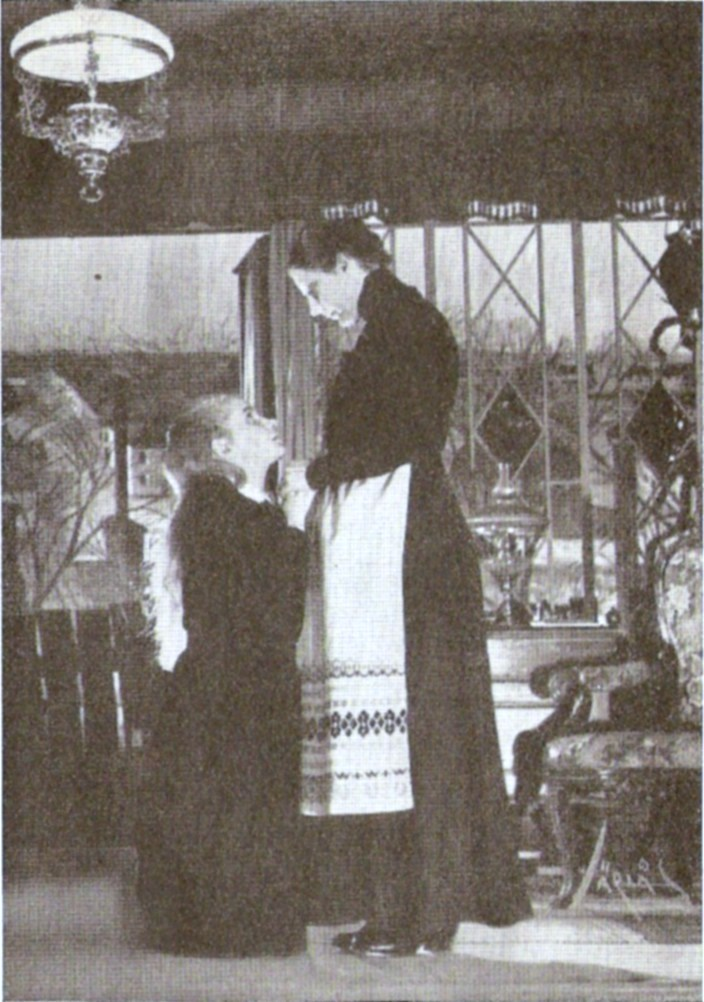
Doris Svedlund som Eleonora och Dora Söderberg som Fru Heyst i en uppsättning av August Strindbergs Påsk vid Dramatens studio med premiär den 18 april 1946.

När Oscarsteatern startade spelåret 1926–1927 under direktionen Ekman-Brunius tillhörde Dora Söderberg ensemblen ända fram till år 1932. Bland hennes roller under dessa år kan nämnas de i Romain Rollands Spelet om kärleken och döden och i Från nio till sex. Våren 1928 återkom hon till Lorensbergsteatern i rollen som hustrun Candida mot Gösta Ekman, som hade rollen som maken Eugene Marchbanks, i Bernhard Shaws Candida.
Under några år var hon frilans och deltog i flera turnéer och spelade på olika teatrar. Därefter knöts hon till Kungliga dramatiska teatern från säsongen 1936–1937 och fram till och med spelåret 1954–1955.
Sedan följde Riksteatern och även Östgötateatern med roller i Tre systrar och i Soldaten Svejk,innan hon vände åter till Dramaten under spelåret 1964–1965 och medverkade i Ingmar Bergmans urpremiär på Harry Martinsons Tre knivar från Wei och Klas Klättermus.
På Dramaten hann hon med de allra flesta regissörerna, men minst sin man, regissören Rune Carlsten, eftersom han inte ville att det skulle heta att han gynnade sin hustru. Under andra världskriget sommaren 1940 gjorde Dramaten en första turné till Gotland som "Fältteatern". I Visby gav man i juli Vilhelm Mobergs komedi Marknadsafton med Rune Carlsten som regissör och med Söderberg som skådespelare.
Med Ingmar Bergman tyckte Söderberg att det var underbart att arbeta. Hon ansåg att han var en överdådig regissör och att han var föredömlig i sitt sätt att arbeta. Enligt henne kunde han förlåta en felsägning, men att komma för sent var oförlåtligt. Inte heller med den beundrade och fruktade Olof Molander hade hon några bekymmer. Söderberg var inte rädd för honom, men det fanns skådespelare som darrade som asplöv.
Den 25 februari 1982 fick Söderberg Inga Tidblads-stipendiet av Teaterförbundet.
Under sin karriär vid Dramaten gjorde Dora Söderberg 82 olika roller under perioden 1917–1986. Hon spelade sin sista roll som "Koketten" i Ingmar Bergmans uppsättning av Strindbergs Ett drömspel 1986. Så sent som på hösten 1989 – vid nästan 90 års ålder – medverkade hon i SVT:s serie Maskrosbarn, skriven och regisserad av Marianne Ahrne. Hon medverkade i flera framstående TV-serier och långfilmer under sex decennier, bland annat med Vilgot Sjöman och Hasse och Tage.
Söderberg var en av de viktiga källorna för Bure Holmbäck när han skrev biografin Hjalmar Söderberg - Ett författarliv, (1988).
Dora Söderberg är gravsatt i minneslunden på Råcksta begravningsplats.

## Filmografi
- 1933 – Kära släkten[22]
- 1933 – Tystnadens hus
- 1934 – Karl Fredrik regerar
- 1935 – Valborgsmässoafton
- 1945 – Barnen från Frostmofjället
- 1948 – Lars Hård
- 1956 – Moln över Hellesta
- 1958 – Mannekäng i rött
- 1958 – Körkarlen
- 1963 – Prins Hatt under jorden
- 1964 – Att älska
- 1967 – Jag är nyfiken gul
- 1975 – Släpp fångarne loss – det är vår!
- 1976 – Långt borta och nära
- 1978 – En och en
- 1983 – P&B
- 1987 – Jim och piraterna Blom

### TV-produktioner
| År   | Titel             | Roll             | Kommentar |
| ---- | ----------------- | ---------------- | --------- |
| 1970 | Röda rummet       | Fru Silvercrantz | TV-serie  |
| 1979 | Mor gifter sig    | Tant             | TV-serie  |
| 1981 | Babels hus        | Edith Wahlgren   | TV-serie  |
| 1983 | Spanarna          | Fru Bogren       | TV-serie  |
| 1983 | Den tredje lyckan | Dam med hund     | TV-serie  |
| 1989 | Maskrosbarn       | Gammal tant      | TV-film   |

## Teater

### Roller (ej komplett)
| År   | Roll                                  | Produktion                                                           | Regi                         | Teater                           |
| ---- | ------------------------------------- | -------------------------------------------------------------------- | ---------------------------- | -------------------------------- |
| 1919 | Thérès Desmignères                    | Äventyret Gaston Arman de Caillavet och Robert de Flers              | Karl Hedberg                 | Dramaten                         |
| 1922 |                                       | Vi och de våra John Galsworthy                                       | Per Lindberg                 | Lorensbergsteatern               |
| 1924 |                                       | Jag har en idé (Tons Of Money) Will Evans och Arthur Valentine       | Rune Carlsten                | Djurgårdsteatern                 |
| 1925 |                                       | Fröken X, Box 1742 Cyril Harcourt                                    | Rune Carlsten                | Djurgårdsteatern                 |
| 1925 | Astrid                                | Det stora barndopet Oskar Braaten                                    | Pauline Brunius              | Vasateatern                      |
| 1925 |                                       | Mamma José Germain och Paul Moncousin                                |                              | Vasateatern                      |
| 1926 | Maud Robsam                           | Morfars hus Ejnar Smith                                              | Gunnar Klintberg             | Vasateatern                      |
| 1927 | Änkan                                 | Så tuktas en argbigga William Shakespeare                            | Gösta Ekman Johannes Poulsen | Oscarsteatern                    |
| 1927 | Alice, balettflicka                   | Bättre folk Avery Hopwood och David Gray                             | Pauline Brunius              | Oscarsteatern                    |
| 1927 | Gitel                                 | Dibbuk - Mellan tvenne världar S. Ansky                              | Robert Atkins                | Oscarsteatern                    |
| 1928 | Ann                                   | Broadway Philip Dunning och George Abbott                            | Mauritz Stiller              | Oscarsteatern                    |
| 1929 | Laura Hildebrand                      | Vid 37de gatan Elmer Rice                                            | Svend Gade                   | Oscarsteatern                    |
| 1930 | Patienza, drottningens kammarfru      | Henrik VIII William Shakespeare                                      | Thomas Warner                | Oscarsteatern                    |
| 1930 | Madge Ferris                          | En liten olycka Floyd Dell och Thomas Mitchell                       | Gösta Ekman                  | Oscarsteatern                    |
| 1930 | Laura                                 | Äventyr på fotvandringen Jens Christian Hostrup                      | Rune Carlsten                | Oscarsteatern                    |
| 1930 | Trine Esmeralda Feodorovna            | Farmors revolution Jens Locher                                       | Pauline Brunius              | Oscarsteatern                    |
| 1930 | Kristina                              | Gustaf Vasa August Strindberg                                        | Gunnar Klintberg             | Oscarsteatern                    |
| 1930 | Britte-Sophie                         | En herrgårdssägen Selma Lagerlöf                                     | Einar Fröberg                | Oscarsteatern                    |
| 1931 |                                       | 9 till 6 Aimée Stuart och Philip Stuart                              | Pauline Brunius              | Oscarsteatern                    |
| 1931 | Fru Raring                            | Peter Pan J.M. Barrie                                                | Palle Brunius                | Oscarsteatern                    |
| 1932 |                                       | Den farliga vägen A.A. Milne                                         | Anders de Wahl               | Turné                            |
| 1932 | Candida                               | Candida George Bernard Shaw                                          | Gösta Ekman                  | Vasateatern                      |
| 1936 | Astrea                                | Fridas visor Birger Sjöberg                                          | Rune Carlsten                | Dramaten                         |
| 1937 | Fröken i väntrummet                   | Skönhet Sigfrid Siwertz                                              | Alf Sjöberg                  | Dramaten                         |
| 1937 | Lärarinnan                            | Eva gör sin barnplikt Kjeld Abell                                    | Rune Carlsten                | Dramaten                         |
| 1937 | Fröken Berents                        | Vår ära och vår makt Nordahl Grieg                                   | Alf Sjöberg                  | Dramaten                         |
| 1937 | Myra Arundel                          | Höfeber Noël Coward                                                  | Alf Sjöberg                  | Dramaten                         |
| 1937 | Elsie Lester Ethel                    | En sån dag! Dodie Smith                                              | Rune Carlsten                | Dramaten                         |
| 1938 | Constance Nevins                      | Älskling, jag ger mig… Mark Reed                                     | Olof Molander                | Dramaten                         |
| 1938 | Jane                                  | Kvinnorna Clare Boothe Luce                                          | Rune Carlsten                | Dramaten                         |
| 1938 | Berthe Ardis                          | Sex trappor upp Alfred Gehri                                         | Pauline Brunius              | Dramaten                         |
| 1939 | Mrs Cherry                            | Mitt i Europa Robert E. Sherwood                                     | Rune Carlsten                | Dramaten                         |
| 1939 | Félicités mor                         | Nederlaget Nordahl Grieg                                             | Svend Gade                   | Dramaten                         |
| 1939 | Belle Schlessinger                    | Guldbröllop Dodie Smith                                              | Carlo Keil-Möller            | Dramaten                         |
| 1940 | Värdinnan                             | Den lilla hovkonserten Toni Impekoven och Paul Verhoeven             | Rune Carlsten                | Dramaten                         |
| 1941 | Martha Foster, hustru till en patient | Gudarna le A.J. Cronin                                               | Carlo Keil-Möller            | Dramaten                         |
| 1943 | Francine                              | Kungen Robert de Flers, Emmanuel Arène och Gaston Arman de Caillavet | Rune Carlsten                | Dramaten                         |
| 1944 | Dina                                  | Innanför murarna Henri Nathansen                                     | Carlo Keil-Möller            | Dramaten                         |
| 1948 | Proverskan                            | En vildfågel Jean Anouilh                                            | Rune Carlsten                | Dramaten                         |
| 1950 | Rose                                  | Chéri Colette                                                        | Mimi Pollak                  | Dramaten                         |
| 1959 | Moster Nonnie                         | Ungdoms ljuva fågel Tennessee Williams                               | Per Gerhard                  | Vasateatern                      |
| 1961 | Mrs Bedwin                            | Oliver! Lionel Bart                                                  | Sven Aage Larsen             | Oscarsteatern                    |
| 1962 | Madame Perrichon                      | Perrichons resa Eugène Labiche                                       | Per Edström                  | Riksteatern                      |
| 1964 | Wai, livtjänarinna                    | Tre knivar från Wei Harry Martinson                                  | Ingmar Bergman               | Dramaten                         |
| 1964 | Anfisa                                | Tre systrar Anton Tjechov                                            | Lars Barringer               | Norrköping-Linköping stadsteater |
| 1965 |                                       | Soldaten Svejk Karl Larsen                                           | Lars Gerhard Norberg         | Norrköping-Linköping stadsteater |
| 1971 | Gamlingens hustru                     | Sol, vad vill du mig? Birger Norman                                  | Ingvar Kjellson              | Dramaten                         |
| 1977 | Miljökämpe Elsa Lindgren              | Ranstadvalsen Jan Guillou och Gunnar Ohrlander                       | Margaretha Byström           | Dramaten                         |
| 1981 | Den gamla                             | Från regnormarnas liv Per Olov Enquist                               | Ernst Günther                | Dramaten                         |